# کویاتونگوو
کویاتونگوو (به لهستانی:  Kwiatoniów) یک روستا در لهستان است که در گمینا گووبچتسه واقع شده‌است.
 کویاتونگوو  ۱۱۱ نفر جمعیت دارد.